# Ганчір'я
Ганчі́р'я, дра́нтя, шма́ття — непридатні для прямого використання вироби або частини виробів із тканин як з натуральних, так і штучних волокон, які втратили експлуатаційну цінність, а також вироби з непоправним браком, залишки від виробництва та обробки виробів легкої промисловості, одяг, який був у використанні і втратив свої експлуатаційні властивості. Ганчір'я використовується як цінна вторинна сировина для виробництва паперу та виробів, які використовуються в будівельній промисловості та будівництві (утеплювальні та ізоляційні матеріали).
Вторинна переробка ганчір'я особливо поширена у розвинених країнах світу, оскільки проблема неутилізованого одягу та його залишків стала особливо нагальною у світі.
Технологія виробництва паперу із ганчір'я технологічно складніша, ніж з макулатури. Однак із цього матеріалу теж виготовляють високоякісний папір.
Утеплювальні та ізоляційні матеріали і профілі з ганчір'я, що використовуються у будівництві, є екологічно чистими і недорогими за собівартістю.